# Guillaume de Bèche
Pour les articles homonymes, voir Bèche.
Guillaume de Bèche (né le 3 décembre 1573, mort le 10 février 1629) est un homme d'affaires liégeois du XVIe siècle, installé en Suède en 1595, dont il devint l'un des premiers entrepreneurs de l'industrie du fer et de la fonte.

## Biographie
Appelé en 1595 par le duc Charles, futur Charles X Gustave de Suède, il s'établit à Nyköping où il prend à ferme et dirige les mines de cuivre voisines, ainsi que les fourneaux et les forges qui y sont attachées. Peu de temps après, son père et ses frères le rejoignent. Pour satisfaire les commandes royales, la Suède étant engagée dans la guerre de Trente Ans, Guillaume de Bèche recrute de nombreux ouvriers wallons exilés en Hollande.
Vers 1615, Guillaume de Bèche exploite les fonderies de fer de Finspång, alimentées par les mines de Nora et de Lindesberg, d'où sort une fonte de qualité exceptionnelle servant à la fabrication de canons en fer. La technique utilisée consistait à affiner la production de fonte grâce à une deuxième fourneau permettant de marteler à chaud le produit fini. Cette fonderie trouvera comme principal débouché dans les années 1650 la marine anglaise d'Oliver Cromwell, à la suite du vote du Navigation act par le parlement.
Guillaume de Bèche s'associe avec Louis De Geer, autre wallon réfugié en Hollande, qui multiplie à partir de 1625 ses participations dans les entreprises des de Bèche. En 1625, le roi renouvelle l'octroi d'exploitation des usines de Finspong à Guillaume de Bèche, en association avec de Geer, "son consort". La fortune de Louis de Geer lui permit de donner une extension exceptionnelle aux entreprises métallurgiques suédoises, et d'en évincer peu à peu la famille de Bèche.
Son fils sera appelé en France par Colbert pour être le conseiller de la Compagnie royale des mines et fonderies du Languedoc, qui devait mettre en exploitation les gisements de plomb et de cuivre de cette province, ceux du Rouergue et du pays de Foix, et établir des fonderies pour épurer le minerai.